# Зянтемошур
Зянтемошу́р (рос. Зянтемошур) — присілок в Ігринському районі Удмуртії, Росія.

## Населення
Населення — 153 особи (2010; 178 в 2002).
Національний склад станом на 2002 рік:
- удмурти — 91 %

## Урбаноніми[3]
- вулиці — Зарічна, Підгірна